# Ліхтарьов Ілля Аронович
Ілля Аронович Ліхтарьов (1 лютого 1935, м. Прилуки Чернігівська область — 14 січня 2017, Київ) — український біофізик, засновник Української наукової школи дозиметрії і радіологічного захисту, фундатор і перший керівник Науково-дослідного інституту радіаційного захисту Академії технологічних наук України [Архівовано 9 серпня 2020 у Wayback Machine.], член Міжнародної комісії з радіологічного захисту [Архівовано 25 вересня 2006 у Wayback Machine.] (1992—2006 рр.), член Національної комісії з радіаційного захисту населення України, доктор фізико-математичних наук (1976), професор (1984), Заслужений діяч науки і техніки України (2011).

## Життєпис
Народився 1 лютого 1935 року в місті Прилуки Чернігівської області. Дитинство провів у Києві, який став його рідним містом на все життя. У 1962 році закінчив із відзнакою Всесоюзний політехнічний інститут у Москві за спеціальністю інженер-фізик та повернувся до Києва. Почав трудову діяльність у 1962 році в радіологічній групі Київської обласної санітарно-епідеміологічної станції. Після закінчення аспірантури в Ленінградському інституті радіаційної гігієни МОЗ РРФСР (нині — Науково-дослідний інститут радіаційної гігієни м. Санкт-Петербурга) у 1968 році здобув ступінь кандидата технічних наук за спеціальністю «радіаційна безпека» та очолив Лабораторію радіаційної біофізики цього наукового закладу. У 1976 році здобув ступінь доктора фізико-математичних наук за спеціальністю «радіаційна біофізика». У 1983 році йому присуджена Державна премія СРСР у галузі науки і техніки за участь у розробці системи радіаційного контролю на радянських атомних центрах міст Челябінська, Красноярська, Новосибірська.
Відразу після аварії на ЧАЕС повернувся до України та працював у Києві та Чорнобилі з травня 1986 року. За участь у ліквідації наслідків аварії на Чорнобильській АЕС нагороджений орденом Дружби народів (1986 рік). У жовтні 1986 організував та очолив Відділ дозиметрії та радіаційної гігієни новоствореного Всесоюзного наукового центру радіаційної медицини Академії медичних наук СРСР (нині — Національний науковий центр радіаційної медицини, гематології та онкології НАМН України).
Також, починаючи з 1995 року, очолив Науково-дослідний інститут радіаційного захисту Академії технологічних наук України.

## Сфера наукових інтересів
- моделювання процесу перенесення радіонуклідів у довкіллі, в організмі людини;
- дозиметрія внутрішнього і зовнішнього опромінення;
- радіологічний захист та безпека, нормування опромінення людини;
- радіаційна безпека в умовах після аварії на АЕС;
- вплив наслідків аварії на Чорнобильській АЕС на природне середовище;
- радіаційна епідеміологія.

## Наукова діяльність
У 1968 році, закінчивши аспірантуру в Ленінградському інституті радіаційної гігієни, здобув ступінь кандидата технічних наук.
У 1976 році Іллі Ліхтарьову присуджено науковий ступінь доктор фізико-математичних наук, а в 1984 року — звання професора.
Ілля Ліхтарьов зробив вагомий внесок у ліквідацію наслідків аварії на ЧАЕС, створення національної системи радіологічного захисту, та у розвиток світової науки в галузі дозиметрії, біокінетики радіонуклідів у тілі людини і радіаційної епідеміології.
Ліхтарьову І. А. належить пріоритет у розробці та впровадженні національної системи загальнодозиметричної паспортизації населених пунктів України, що зазнали радіоактивного забруднення внаслідок чорнобильських випадінь. Ця система включає методологію проведення поточних, а також ретроспективних та прогнозних дозових оцінок опромінення населення залежно від віку, статі, місця проживання, окремо для кожного року за минулий період і для кожного року у майбутньому (до 2055 року). За редакцією професора Ліхтарьова І. А. видано 15 збірок (дані 1991—2013 рр.) «Загальнодозиметрична паспортизація та результати ЛВЛ-моніторингу в населених пунктах України, які зазнали радіоактивного забруднення після Чорнобильської аварії».
Спеціальною науковою розробкою є обґрунтування та впровадження системи ретроспективного відновлення доз опромінення щитоподібної залози всього населення України, особливо тих осіб, що були дітьми або підлітками під час Чорнобильської аварії.
Найвагоміші результати досліджень знайшли відображення в міжнародних проєктах. Під його керівництвом розроблено і втілено в практику національні законодавчі документи: «Норми радіаційної безпеки України (НРБУ-97)» (ДГН 6.6.1. — 6.5.001-98); «Норми радіаційної безпеки України; доповнення: Радіаційний захист від джерел потенційного опромінення (НРБУ-97/Д-2000)» (ДГН 6.6.1. — 6.5.061-2000); «Основні санітарні правила забезпечення радіаційної безпеки України» (Державні санітарні правила 6.177-2005-09-02), тощо.
З 1978 по 1991 роки — член Національної Комісії Радіаційного Захисту СРСР, а з 1992 по 2006 рік — член Міжнародної комісії з радіологічного захисту.
1993—1994 рр. — керівник української групи експертів етапу проєктування «ALARM» — системи «ГАММА».
1994—1995 рр. — Генеральний Координатор CEC-CIS та співкерівник проєкту JSP5 «Pathway analyses and dose distributions».
1995—1996 рр. — Експерт робочих панелей «Дозиметрія зовнішнього опромінення» і «Дозиметрія внутрішнього опромінення» у міжнародному проєкті COSYMA.
1996 рік — Керівник 4-х проєктів «INCO COPERNICUS» Комісії Європейського Співтовариства по радіаційному захисту (DG XII).
1992—2017 рр. — голова Комісії з гігієнічного нормування та регламентування радіоактивних речовин і радіаційних факторів Комітету з питань гігієнічного регламентування Міністерства охорони здоров'я України, позаштатний головний спеціаліст Міністерства охорони здоров'я України з радіаційної гігієни (2000—2007 рр.), голова експертної комісії для проведення державної санітарно-епідеміологічної експертизи в особливо складних випадках при Головному державному санітарному лікарі України (з 2002 року). З 2002 року член Комітету з радіаційних стандартів (RASSC) Міжнародного агентства з використання атомної енергії (МАГАТЕ). Голова консультативної ради з радіаційного захисту при Державній інспекції ядерного регулювання України (з 2009 року).
З 2009 р. — Голова Комітету 7 «Комплексного аналізу міжнародних та національних норм і стандартів радіаційної безпеки і дозиметрії та їх адаптації на території України» Національної комісії з радіаційного захисту населення України.
У науковій школі під його керівництвом було підготовлено 25 кандидатів і 10 докторів наук.

## Перелік публікацій
Автор понад 600 наукових праць [Архівовано 16 січня 2017 у Wayback Machine.], серед них публікації Міжнародної комісії з радіологічного захисту [Архівовано 25 вересня 2006 у Wayback Machine.], Наукового комітету ООН з дії атомної радіації [Архівовано 17 січня 2017 у Wayback Machine.], Всесвітньої організації охорони здоров'я, Міжнародного агентства з ядерної енергії, Національні доповіді до 10-х, 15-х, 20-х і 25-х роковин Чорнобильської катастрофи та ключові нормативно-правові документи України в галузі радіологічного захисту. Наукові праці опубліковано у вагомих міжнародних наукових виданнях (серед них Health Physics [Архівовано 12 січня 2017 у Wayback Machine.], Radiation Research [Архівовано 2 січня 2020 у Wayback Machine.], Radiation Protection Dosimetry [Архівовано 17 січня 2017 у Wayback Machine.]), а також у Німеччині, Японії, Росії, Білорусі, США, Австрії, Ізраїлі, Китаї, Аргентині, Бразилії.

## Нагороди
- Орден Дружби народів (1986);
- Державна премія науки і техніки СРСР (1983) за участь у розробці системи радіаційного контролю на атомних центрах Челябінська, Красноярська, Новосибірська;
- Державна премія України в галузі науки і техніки (2004);
- Почесна грамота Верховної Ради України (2006);
- Заслужений діяч науки і техніки України (2011)[6];
- Медаль академіка Глушкова (2014);
- Диплом ООН за вагомий особистий внесок у виконання міжнародних Чорнобильських програм та утвердження високих стандартів в ім'я добробуту України (2016).